# Kateter
|  | For kateter i geometrien, se Trekant |
Kateter er et rørformet medicinsk "instrument", som regel af plast, som er beregnet til at føre ind i kroppen, for at kunne udtømme væsker, indføre medicin eller at kunne indføre andre medicinske instrumenter.

## Historie
Et kateter er et, af mange, flere tusinde år gamle kirurgiske instrumenter, som anvendes den dag i dag. I en grav på Kreta, fra den minoiske kultur, er der fundet 3 400 år gamle tænger, bor og skalpeller.
Der er endda fundet instrumenter mere end 2000 år gamle, som var fremstillet af bronze, og ser ud som en lang bøjet hul nål. Behovet for at stikke en sådan lang hul nål ind i kroppen, som f.eks. et dræn, har sikkert eksisteret i en stor del af menneskets historie, så man har sikkert også anvendt Halmstrå, fuglefjer og andre tynde egnede materialer til dette,

## Urinkateter
Ved mange forskellige lidelser og sygdomme føres et kateter op i urinrøret, for at patienten kan komme af med sin urin. For eksempel efter (trafik)ulykker eller andre skader på centralnervesystemet kan kateterisation af urinblæren være nødvendig for at komme af med urinen. Også rygmarvsbrok kan give tilsvarende problemer.
Et kateter som får lov at sidde i længere tid kaldes permanent kateter.

### Dimensioner
Urin-katetre har forskellige størrelser og størrelsen angives ofte efter den ydre diameter ifølge det franske målesystem Charrière (Ch) 1 Ch = 1/3 mm (i engelsk litteratur anvendes betegnelsen 'French gauge' for dette målesystem). Da Pi er cirka 3, er Charrière omtrent omkredsen i millimeter.
For voksne bruges sædvanligvis str. 12 Ch (hvid, 4 mm diameter) til kvinder og str 14 Ch (grøn, 4,5 mm diameter) til mænd.
Kvinder har kortere urinrør (ca 50 mm) sammenlignet med mænd (ca 250mm), og kateterlængden er tilpasset dette.

### Typer
Foleykateter er det almindeligste kateter med lige spids, som ofte anvendes permanent, og som kan pustes op med en ballon, som gør at den ikke glider ud af urinblæren.
Som regel anvendes silikonebelagte/hydrogelbelagte latexkatetre. Er man overfølsom over for latex, kan man bruge hel-silikonekateter. Et silikonekateter har større indre diameter, og man må jævnligt kontrollere væskemængden i ballonnen, da den vil trænge ud gennem materialet, og kateteret derved let kan glide ud.
Hvis de anatomiske forhold gør det svært at sætte kateteret op, kan man anvende kateter med Tiemann-spids, som er en hård bøjet spids, men denne kræver en god teknik for ikke at skade blæren.
Et suprapubisk kateter, med kateteret ind gennem den nedre bugvæg og ind til urinblæren, anvendes f.eks når man ikke kan føre kateteret ind gennem urinrøret f.eks pga prostata eller når det anses at kateteret skal anvendes permanent.
Pyelostomikateter, som dræner urin direkte fra nyren ud gennem huden i bugen, anlægges som regel på røntgen- eller kirurgi-afdelingen på sygehuset.
En yderligere variant, hvor man vil dræne en nyre, er pigtail-kateteret, hvormed man går up til nyren via urinrøret til urinblæren og videre op i urinlederen.

### Udskiftning og skylning
Det bør vurderes i hvert enkelt tilfælde, hvor ofte kateteret skiftes. Som regel skiftes silikonebelagte latexkatetre efter 6-8 uger.
Helsilikonekatetre skiftes som regel hver tredje måned. Ved problemer kan det naturligvis også være nødvendigt at skifte det ud før. Endelig har mange glæde af de såkaldte engangskatetre, som man nemt skiller sig af med efter kun en enkelt gangs brug.
Skylning bør ikke gøres regelmæssigt, kun hvis urinen er grumset, eller der er blod i urinen. Som regel anvendes en kogsaltopløsning ved skylning. En tommelfingerregel er at man sprøjter 20ml ind, som man lader rende ud, og derefter skyller med 100ml i to omgange. Væsken, som kommer ud, skal være klar.

## Venekatetre
Venekatetre anvendes sædvanlig først og fremmest til at tilføre lægemidler, væsker (inklusiv næring) og blod via en vene til kroppen. Det almindeligste venekateter er et såkaldt perifert venekateter. Et centralt venekateter anvendes til større, mere centrale vener i kroppen.

## Øvrige katetre
En anden anvendelse er ved ballon-udvidelser og andre indgreb forskellige steder i kroppen.